# Juice Robinson
Pour l’article homonyme, voir Joe Robinson.
Joe Robinson (né le 10 avril 1989 à Joliet (Illinois)) est un catcheur (lutteur professionnel) américain. Il travaille actuellement à la All Elite Wrestling, la New Japan Pro Wrestling et la Ring of Honor, sous le nom de Juice Robinson.
Il est aussi connu pour son travail à la World Wrestling Entertainment (WWE) de 2011 à 2015 sous le nom de C.J. Parker. Il y intègre dans un premier temps la Florida Championship Wrestling, le club-école de la WWE, puis lutte dans l'émission NXT. Après son départ de la WWE, il part au Japon où il rejoint la New Japan Pro Wrestling et lutte sous le nom de Juice Robinson. Il est un ancien IWGP United States Heavyweight Champion.

## Carrière

### Circuit Indépendant (2008-2011)
Robinson s'entraîne auprès de Truth Martini. Il lutte essentiellement dans les fédérations de catch du Midwest sous le nom de Juice Robinson. Il travaille notamment à la Dreamwave dans l'Illinois où il bat Colt Cabana le 9 avril 2011.

### World Wrestling Entertainment (2011-2015)

#### Florida Championship Wrestling (2011-2012)
Il a signe un contrat avec la World Wrestling Entertainment (WWE) en juin 2011. Il rejoint la Florida Championship Wrestling (FCW), le club-école de la WWE, et prend le nom de C.J. Parker. Le 21 juillet au cours de l'émission diffusé un mois plus tard, il fait équipe avec Donny Marlow avec qui il devient champion par équipe de Floride de la FCW après leur victoire sur Big E Langston et Calvin Raines. Leur règne prend fin le 3 novembre après leur défaite face à Brad Maddox et Briley Pierce.

#### NXT Wrestling (2012-2015)
Il fait ses débuts à NXT le 20 juin où il perd avec Mike Dalton un match par équipe face à The Ascension (Conor O'Brian et Kenneth Cameron). Quelques mois plus tard, il se blesse au poignet.
Il fait son retour le 31 juillet en faisant des grimaces pendant l'interview de Tyler Breeze. Lors de NXT du 21 août, il gagne contre Baron Corbin. Lors de NXT du 28 août, il perd contre Tyler Breeze. Lors de NXT du 18 septembre, il gagne avec Adrian Neville, Corey Graves et Xavier Woods contre The Ascension, Leo Kruger et Tyler Breeze. Lors du NXT du 8 janvier, il bat Jason Jordan. Lors de NXT du 25 septembre, il perd avec Tyler Breeze dans un Fatal 4 Way Gauntlet Match au profit de The Ascension. Lors de NXT du 16 octobre, il perd contre Tyler Breeze. Lors de NXT du 23 octobre, il perd contre Alexander Rusev. Lors de NXT du 30 octobre, il gagne contre Tyler Breeze. Lors de NXT du 27 novembre, il perd contre Bo Dallas. Lors de NXT du 15 janvier, il gagne contre Jason Jordan. Lors de NXT du 22 janvier, il perd contre Antonio Cesaro. Lors de NXT du 29 janvier, il perd contre The Miz. Lors de NXT du 12 février, il gagne contre Tye Dillinger. Lors de NXT Arrival, il perd contre Mojo Rawley. Lors de NXT du 27 mars, il perd contre Mojo Rawley. Lors de NXT du 17 avril, il perd contre The Great Khali. Lors de NXT Takeover: Fatal 4 Way, il perd contre Baron Corbin. Lors de  NXT Takeover: R Evolution, il perd contre Kevin Owens.
Le 1er avril 2015 la WWE annonce son départ d'un commun accord.

### New Japan Pro Wrestling (2015-...)

#### Young Lion (2015–2016)
Le 24 août, il a été annoncé qu'il fera ses débuts à la NJPW le 23 septembre sous le nom de Juice Robinson. Le 20 mars, lui, Hiroshi Tanahashi et Michael Elgin perdent contre Bullet Club (Kenny Omega, Matt Jackson et Nick Jackson) et ne remportent pas les NEVER Openweight 6-Man Tag Team Championship.

#### IWGP United States Champion et FinJuice (2017–2022)

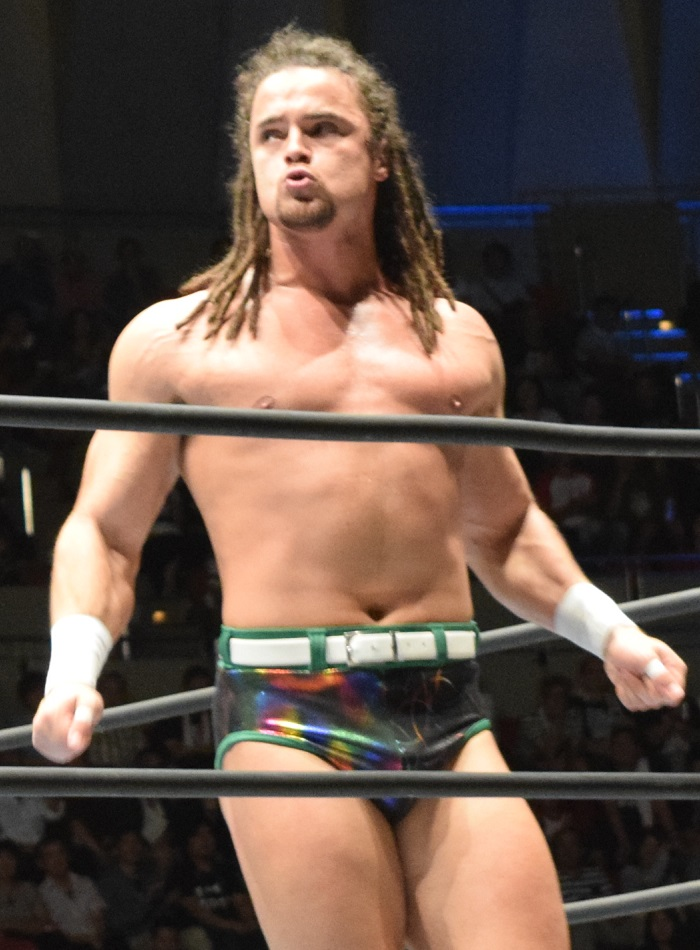
Robinson en Septembre 2015

Lors de The New Beginning in Sapporo, il perd contre Hirooki Goto et ne remporte pas le NEVER Openweight Championship. Lors de Sakura Genesis 2017, lui, Hiroshi Tanahashi, Ricochet et Ryusuke Taguchi battent Los Ingobernables de Japón (Bushi, Evil, Sanada et Tetsuya Naitō) avec Robinson rivant les épaules de Naitō pour remporter le match. 
Lors de Wrestling Toyonokuni 2017, il perd contre Tetsuya Naitō et ne remporte pas le IWGP Intercontinental Championship. Il participe au G1 Climax durant l'été 2017, c'est la première fois de sa carrière qu'il participe à ce tournoi, lors duquel il bat le IWGP United States Heavyweight Champion Kenny Omega, mais il finit le tournoi avec une fiche de 4 victoires et 5 défaites. Le 7 septembre, lui et War Machine (Hanson et Raymond Rowe) battent Bullet Club (Tama Tonga, Tanga Roa et Leo Tonga). Lors de Destruction in Fukushima, lui et David Finlay battent Bullet Club (Bad Luck Fale et Leo Tonga). Lors de Destruction in Kobe, il perd contre Kenny Omega et ne remporte pas le IWGP United States Heavyweight Championship. Lors de G1 Special In San Francisco, il bat Jay White et remporte le IWGP United States Championship. Lors de Fighting Spirit Unleashed, il perd le titre contre Cody.
Lors de Wrestle Kingdom 13, il bat Cody et remporte le IWGP United States Heavyweight Championship pour la deuxième fois. Lors de The New Beginning In USA 2019 - Tag 2, il conserve son titre contre Baretta.
Lors de Sengoku Lord In Nagoya 2019, il conserve son titre contre Bad Luck Fale. Le 5 juin, il perd le titre contre Jon Moxley.
Il participe ensuite au World Tag League 2019 avec David Finlay qu'ils remportent en battant en finale les 2 fois anciens vainqueurs du tournoi Los Ingobernables de Japón (Evil et Sanada). Lors de Wrestle Kingdom 14 - Tag 1, ils battent Guerrillas of Destiny (Tama Tonga et Tanga Loa) et remportent les IWGP Tag Team Championship. Lors de The New Beginning In USA 2020 - Tag 5, ils perdent les titres contre Guerrillas of Destiny.

#### Bullet Club (2022-...)
Lors de Wrestling Dontaku 2022, il attaque Hiroshi Tanahashi après que ce dernier est remporté le IWGP United States Heavyweight Championship et révèle être le nouveau membre du Bullet Club, effectuant également un Heel Turn,,. Lors de Capital Collision, il bat Hiroshi Tanahashi dans un Four Way Match qui comprenaient également Jon Moxley et Will Ospreay et remporte le IWGP United States Heavyweight Championship pour la troisième fois.

### Pro Wrestling Noah (2016)
Le 22 octobre, il fait ses débuts à la Pro Wrestling Noah dans un Tag Team Match où lui et Katsuyori Shibata battent Gō Shiozaki et Maybach Taniguchi.

### Ring of Honor (2018-2019)
Lors de Honor Rising: Japan 2019 - Tag 2, lui et David Finlay perdent contre The Briscoe Brothers (Jay Briscoe et Mark Briscoe) et ne remportent pas les ROH World Tag Team Championship.

### Impact Wrestling (2021-2022)
Le 13 février 2021 à No Surrender, David Finlay et lui signent officiellement avec l'Impact Wrestling, grâce au partenariat entre la fédération et la New Japan Pro Wrestling. Trois soirs plus tard à Impact, les deux hommes font leurs débuts, ainsi que leur premier match en battant Reno Scum. Après le combat, les Good Brothers les confrontent. Le 13 mars à Sacrifice, ils deviennent les nouveaux champions du monde par équipes d'Impact en battant leurs nouveaux adversaires, remportant les titres pour la première fois de leurs carrières,. 
Le 25 avril à Rebellion, ils conservent leur titres en rebattant leurs mêmes opposants. Le 20 mai à Impact, ils ne conservent pas leurs titres, battus par Violent by Design (Joe Doering et Rhino) à la suite de l'encaissement du Call Your Shot Trophy du second, ce qui met fin à un règne de 58 jours.
Le 17 juillet à Slammiversary, ils battent Shera et Madman Fulton. 
Le 23 octobre à Bound for Glory, ils ne remportent pas les titres mondiaux par équipes d'Impact, battus par les Good Brothers dans un Triple Threat Tag Team match qui inclut également le Bullet Club (Chris Bey et Hikuleo).

### All Elite Wrestling (2022-...)
Le 28 septembre à Dynamite, il fait ses débuts à la All Elite Wrestling, dispute son premier match, mais perd face à Jon Moxley par soumission et ne devient pas aspirant no 1 au titre mondial de la AEW. 
Le 28 mai 2023 à Double or Nothing, il ne remporte pas le titre International de la AEW, battu par Orange Cassidy dans un 21-Man Blackjack Battle Royal. 
Le 27 août à All In, Konosuke Takeshita, Jay White et lui battent The Golden Elite (Kōta Ibushi, Kenny Omega et "Hangman" Adam Page) dans un Trios match. La semaine suivante à All Out, les Gunns, son équipier et lui battent FTR et les Young Bucks dans un 8-Man Tag Team match.

## Palmarès
- Florida Championship Wrestling
  - 2 fois FCW Florida Tag Team Champion avec Donny Marlow (1) et Jason Jordan (1)

- Impact Wrestling
  - 1 fois Impact World Tag Team Champion avec David Finlay

- New Japan Pro Wrestling
  - 3 fois IWGP United States Champion
  - 1 fois IWGP Tag Team Champion avec David Finlay
  - World Tag League (2019) avec David Finlay

## Récompenses des magazines
- Pro Wrestling Illustrated

| Année | 2012 | 2013       | 2014 | 2015 à 2016 | 2017 | 2018 | 2019 | 2020 | 2021 | 2022 | 2023 |
| ----- | ---- | ---------- | ---- | ----------- | ---- | ---- | ---- | ---- | ---- | ---- | ---- |
| Rang  | 326  | Non classé | 193  | Non classé  | 219  | 167  | 32   | 201  | 285  | 217  | 142  |